# Lacul Techirghiol
Limanul Techirghiol zis și Lacul Techirghiol (sau Tekirghiol, turcă Tekirgöl, însemnând „lacul Tekir”) este un liman fluvio-marin situat la marginea localității balneare Eforie Nord de pe țărmul Mării Negre la 12 km distanță de portul Constanța, România. Are o suprafață de 10,68 km² și este separat de mare printr-un perisip, având o adâncime maximă de 9 m. Prin aportul mic de apă dulce, apa limanului și-a mărit concentrația de săruri, la circa 95 g/l. Acest fenomen a permis formarea unui strat de nămol cu calități terapeutice. 
Pe malul limanului opus localității Eforie Nord se află orașul Techirghiol, înființat în 1893. La Techirghiol a fost deschis un sanatoriu încă din 1899. Localitatea este o renumită stațiune de tratamente, unde sunt puse în valoare efectele terapeutice ale apei sărate (mineralizate) și a nămolului din liman, recomandate pentru tratarea unor boli precum psoriazis, reumatism, alergii, ș.a.

## Fauna

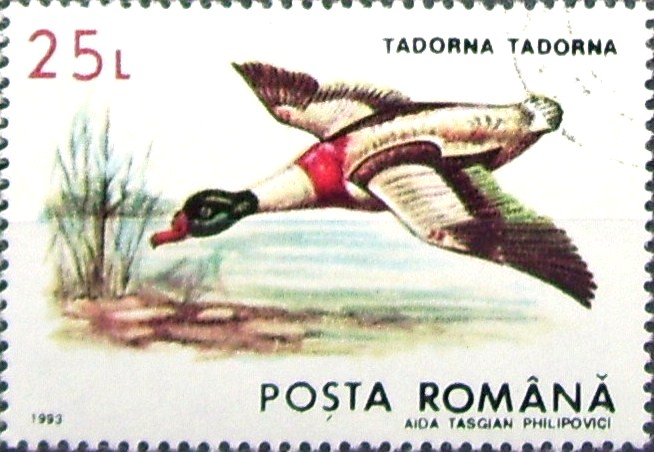
Timbru poștal românesc

- Artemia salina este un crustaceu primitiv (5–10 mm) aparținând subclasei Branhiopoda, care trăiește în apa cu salinitate mare. Cadavrele de Artemia, prin descompunere bacteriană, împreună cu alga Cladophora cristalina, formează nămolul sapropelic.
- Rață arămie (Oxyura leucocephala) , o specie rară în pericol de dispariție.
- Califar (Tadorna tadorna), rar întâlnit în Romania
- Pescărușul cu cap negru (Larus melanocephalus)
- Nagâțul (Vanellus vanellus)
- Cataliga (Himantopus himantopus)
- Cormoranul (Phalacrocorax carbo)
- Bătăușul (Philomachus pugnax)
- Mărăcinarul mare (Saxicola rubetra)
- Stârcul cenușiu (Ardea cinerea)
- Șoimul dobrogean (Falco cherrug)
- Uligan pescar (Pandion haliaetus)
- Șerpar (Circaetus gallicus)
- Corcodelul cu gâtul roșu (Podiceps grisegena)
- Fluierar picior verde (Tringa nebularia)
- Prigorie (Merops apiaster)